# 黑點左鮃
黑點左鮃為輻鰭魚綱鰈形目鰈亞目鮃科的其中一種，為溫帶海水魚，分布於西印度洋及西北太平洋日本海域，棲息深度100-290公尺，體長可達21公分，棲息在底層水域，以底棲生物為食，生活習性不明。